# Żanbota Ałdabergenowa
Żanbota Jerkynkyzy Ałdabergenowa (kaz. Жанбота Еркінқызы Алдабергенова; ur. 23 września 1995 w Szymkencie) – kazachska narciarka dowolna, specjalizująca się w skokach akrobatycznych, która starty w Pucharze Świata rozpoczęła w 2012 r. Występowała także w zawodach FIS Race oraz Pucharu Europy. Podczas igrzysk olimpijskich  w Soczi w 2014 roku była szósta. Zajęła też między innymi siódme miejsce drużynowo i ósme indywidualnie na mistrzostwach świata w Ałmaty w 2021 roku. W 2015 roku zdobyła srebrny medal na mistrzostwach świata juniorów w Valmalenco.

## Osiągnięcia

### Igrzyska olimpijskie
| Miejsce | Dzień     | Rok  | Miejscowość | Konkurencja        | Zwyciężczyni  | Źródło |
| ------- | --------- | ---- | ----------- | ------------------ | ------------- | ------ |
| 6.      | 14 lutego | 2014 | Roza Chutor | skoki akrobatyczne | Ałła Cuper    | [ 2 ]  |
| 13.     | 16 lutego | 2018 | Pjongczang  | Skoki akrobatyczne | Hanna Huśkowa | [ 3 ]  |
| 13.     | 14 lutego | 2022 | Pekin       | Skoki akrobatyczne | Xu Mengtao    | [ 4 ]  |

### Mistrzostwa świata
| Miejsce | Dzień       | Rok  | Miejscowość   | Konkurencja                  | Zwyciężczyni                  | Źródło |
| ------- | ----------- | ---- | ------------- | ---------------------------- | ----------------------------- | ------ |
| 17.     | 7 marca     | 2013 | Voss          | skoki akrobatyczne           | Xu Mengtao                    | [ 5 ]  |
| 18.     | 15 stycznia | 2015 | Kreischberg   | Skoki akrobatyczne           | Laura Peel                    | [ 6 ]  |
| 17.     | 10 marca    | 2017 | Sierra Nevada | Skoki akrobatyczne           | Ashley Caldwell               | [ 7 ]  |
| 9.      | 6 lutego    | 2019 | Deer Valley   | Skoki akrobatyczne           | Alaksandra Ramanouska         | [ 8 ]  |
| 8.      | 7 lutego    | 2019 | Deer Valley   | Skoki akrobatyczne drużynowo | Szwajcaria                    | [ 9 ]  |
| 8.      | 10 marca    | 2021 | Ałmaty        | Skoki akrobatyczne           | Laura Peel                    |        |
| 7.      | 11 marca    | 2021 | Ałmaty        | Skoki akrobatyczne drużynowo | Rosyjska Federacja Narciarska |        |

### Puchar Świata

#### Pozycje w klasyfikacji generalnej
- sezon 2011/2012: 153.
- sezon 2012/2013: 92.
- sezon 2013/2014: 97.
- sezon 2014/2015: 60.
- sezon 2015/2016: 64.
- sezon 2016/2017: 80.
- sezon 2017/2018: 96.
- sezon 2018/2019: 114.
- sezon 2019/2020: 58.

Od sezonu 2020/2021 klasyfikacja skoków akrobatycznych jest jednocześnie klasyfikacją generalną.
- sezon 2020/2021: 12.
- sezon 2021/2022: 7.

#### Pozycje w poszczególnych zawodach
1. Moskwa – 13 lutego 2016 (skoki akrobatyczne) – 2. miejsce
2. Ałmaty – 28 lutego 2020 (skoki akrobatyczne) – 3. miejsce
3. Ałmaty – 13 marca 2021 (skoki akrobatyczne) – 3. miejsce
4. Ruka – 2 grudnia 2021 (skoki akrobatyczne) – 2. miejsce

##### Skoki akrobatyczne
| Sezon 2011/2012                                                       |                      |                   |                      |                   |               |                   |             |              |            |        |        |        |         |         |         |         |         |         |         |    |    |    |    |    |    |    |    |
| Mont Gabriel 15.01                                                    | Lake Placid 20.01    | Lake Placid 21.01 | Calgary 29.01        | Deer Valley 3.02  | Beidahu 11.02 | Kreischberg 17.02 | Mińsk 25.02 | Moskwa 10.03 | Voss 17.03 | Punkty | Punkty | Punkty | Punkty  | Punkty  | Pozycja | Pozycja | Pozycja | Pozycja | Pozycja |    |    |    |    |    |    |    |    |
| -                                                                     | -                    | -                 | -                    | -                 | -             | -                 | 15          | -            | -          | 16     | 16     | 16     | 16      | 16      | 16      | 16      | 16      | 16      | 25      | 25 | 25 | 25 | 25 | 25 | 25 | 25 | 25 |
| Sezon 2012/2013                                                       |                      |                   |                      |                   |               |                   |             |              |            |        |        |        |         |         |         |         |         |         |         |    |    |    |    |    |    |    |    |
| Changchun 5.01                                                        | Val Saint-Come 12.01 | Lake Placid 18.01 | Lake Placid 19.01    | Deer Valley 1.02  | Soczi 17.02   | Bukowel 23.02     | Punkty      | Punkty       | Punkty     | Punkty | Punkty | Punkty | Punkty  | Pozycja | Pozycja | Pozycja | Pozycja | Pozycja | Pozycja |    |    |    |    |    |    |    |    |
| 10                                                                    | -                    | 22                | 22                   | 17                | 19            | 12                | 92          | 92           | 92         | 92     | 92     | 92     | 92      | 92      | 21      | 21      | 21      | 21      | 21      | 21 | 21 |    |    |    |    |    |    |
| Sezon 2013/2014                                                       |                      |                   |                      |                   |               |                   |             |              |            |        |        |        |         |         |         |         |         |         |         |    |    |    |    |    |    |    |    |
| Beidahu 15.12                                                         | Pekin 21.12          | Deer Valley 10.01 | Val Saint-Come 14.01 | Lake Placid 18.01 | Mińsk 1.03    | Punkty            | Punkty      | Punkty       | Punkty     | Punkty | Punkty | Punkty | Pozycja | Pozycja | Pozycja | Pozycja | Pozycja | Pozycja | Pozycja |    |    |    |    |    |    |    |    |
| 21                                                                    | 11                   | 33                | 17                   | 16                | -             | 63                | 63          | 63           | 63         | 63     | 63     | 63     | 63      | 19      | 19      | 19      | 19      | 19      | 19      | 19 |    |    |    |    |    |    |    |
| Legenda                                                               |                      |                   |                      |                   |               |                   |             |              |            |        |        |        |         |         |         |         |         |         |         |    |    |    |    |    |    |    |    |
| 1 2 3 4-10 11-30 31-100 wyniki anulowane - – zawodnik nie wystartował |                      |                   |                      |                   |               |                   |             |              |            |        |        |        |         |         |         |         |         |         |         |    |    |    |    |    |    |    |    |